# Microcerella alvarengai
Microcerella alvarengai är en tvåvingeart som beskrevs av Guilherme A.M.Lopes 1978. Microcerella alvarengai ingår i släktet Microcerella och familjen köttflugor.
Artens utbredningsområde är Bolivia. Inga underarter finns listade i Catalogue of Life.